# Dennis Cagara
Dennis Mengoy Cagara (*Golstrup, Dinamarca, 19 de febrero de 1985) es un futbolista filipino, nacido en Dinamarca, que juega de defensa.
qu erico es kgar

## Clubes
| Club             | País      | Año       |
| ---------------- | --------- | --------- |
| Brondby IF       | Dinamarca | 2002-2003 |
| Hertha de Berlín | Alemania  | 2004-2005 |
| Dinamo Dresde    | Alemania  | 2005-2006 |
| FC Nordsjaelland | Dinamarca | 2007-2010 |
| Arhus GF         | Dinamarca | 2010      |
| Randers FC       | Dinamarca | 2011      |
| Lyngby BK        | Dinamarca | 2011      |
| FSV Frankfurt    | Alemania  | 2012      |
| Karlsruher SC    | Alemania  | 2012-2013 |
| Lyngby BK        | Dinamarca | 2013–2014 |
| Hvidovre IF      | Dinamarca | 2014      |

## Palmarés

### Campeonatos nacionales
| Título            | Club       | País      | Año  |
| ----------------- | ---------- | --------- | ---- |
| Copa de Dinamarca | Brondby IF | Dinamarca | 2003 |